# Cidaropsis
Cidaropsis is een geslacht van uitgestorven zee-egels uit de familie Hemicidaridae.

## Soorten
- Cidaropsis anoualensis Vadet, Nicolleau & Reboul, 2010 †
- Cidaropsis depressa Kier, 1972 † Bathonien, Saoedi-Arabië.
- Cidaropsis minor (Agassiz, 1847) † Bathonien-Callovien, Europa.